# The Atheism Tapes
The Atheism Tapes is een zesdelige documentaireserie die de BBC in 2004 voor het eerst uitzond. De inhoud was oorspronkelijk bedoeld voor een ander televisieprogramma (Atheism: A Rough History of Disbelief, over de geschiedenis van het atheïsme), maar bleek te diepgaand om daarin te passen. Daarop maakte de BBC er een losse serie van, waarvoor in elke aflevering een medewerker aan de eerste serie uitgebreid geïnterviewd wordt.

## Inhoud
De volgende zes personen zijn elk het onderwerp van een aflevering van The Atheism Tapes:

### Richard Dawkins

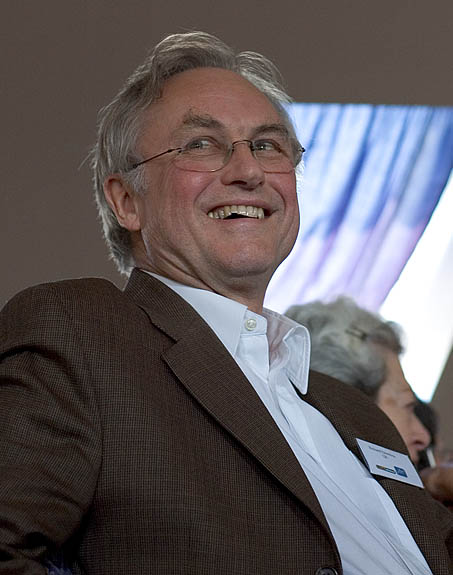
Richard Dawkins

Brits evolutiebioloog Richard Dawkins praat met interviewer Jonathan Miller wanneer de Irakoorlog net begonnen is. Ze overwegen de rol van het Christelijke geloof, dat zowel Amerikaans president George W. Bush als minister-president Tony Blair van Engeland aanhangen, in hun beleidsvorming. Dawkins denkt niet dat veel Amerikanen het verschil weten tussen Saddam Hoessein en Osama bin Laden ("ze vormen allebei 'het kwaad'"). En dat daarom de bevolking zo makkelijk mee te krijgen was in een totaal irrelevante oorlog tegen Irak, volgend op een rechtgeaarde strijd tegen terrorisme na "9-11". Nu was er een 'zij tegen ons'. Dawkins wijst op het gevaar van het personifiëren van 'het kwaad' alsof het een entiteit is, waarvan een oorlog gewonnen kan worden.
Verder vertelt Dawkins over zijn Anglicaanse opvoeding en de redenen voor zijn bekering tot non-theïst, zijn herbekering tot religie en zijn uiteindelijke atheïsme, vanaf zijn 16e. Met een specifieke rol voor de evolutieleer van Charles Darwin. Dawkins is strijdbaar tegen het uitleggen van dingen als zijnde ontworpen, enkel omdat er geen andere uitleg voorhanden is. Een ontwerper kan in Dawkins ogen sowieso niet als eerste in bestaan zijn gekomen, want wie zou de ontwerper dan ontworpen moeten hebben.
Ten slotte legt hij uit waarom hij het belangrijk vindt dat atheïsten zich militant opstellen, met betrekking tot de wetenschap en het menselijk wereldbeeld en heeft hij het met Miller over zijn onbegrip voor 'onvoorwaardelijk' geloof.

### Daniel Dennett

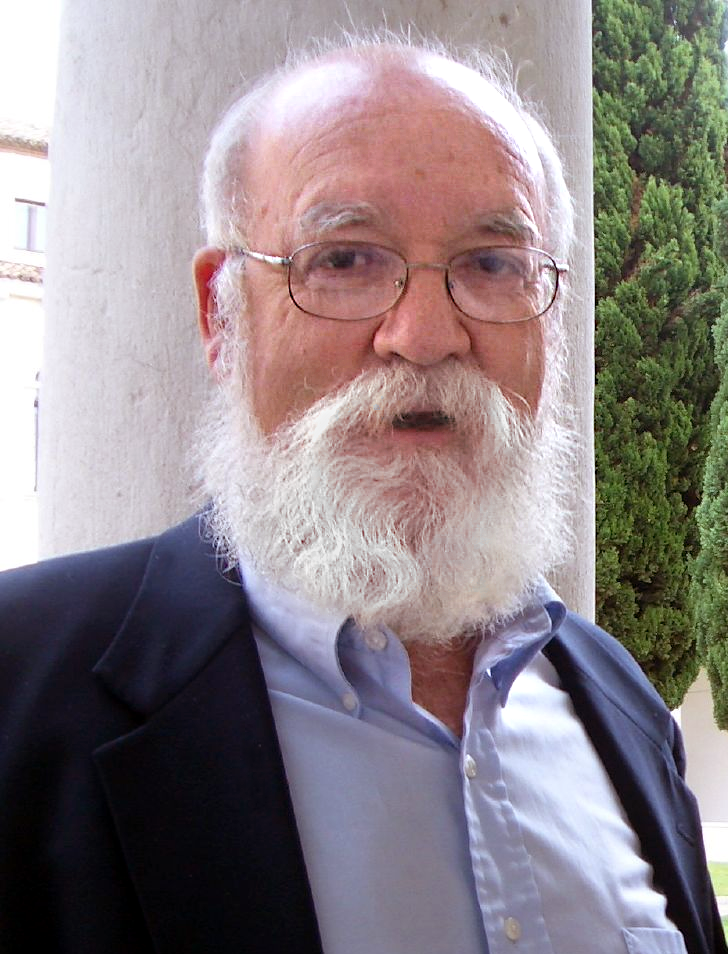
Daniel Dennett

Amerikaans filosoof Daniel Dennett legt uit waarom hij een van zijn boeken Darwin's Dangerous Idea genoemd heeft en waarom met name Darwin's  tijdgenoten zijn evolutietheorie gevaarlijk vonden. Ook filosofeert Dennett over het bewustzijn (bestaat er een aparte ziel of is het een lichamelijk, neurologisch proces), over Darwins verwerping van de hypothese van de ziel en het mogelijke psychologische doel van het geloven in een metafysische ziel.
Ten slotte vertelt Dennett over zijn christelijke opvoeding en hoe hij uiteindelijk atheïst werd. Hij vraagt zich af waarom het onrespectvol genoemd wordt om kritiek te hebben op religieus geloof en suggereert dat het komt vanwege de invloedrijke positie van veel religies. Dennett overweegt of we als mensheid effectief kunnen leven in een post-theïstische wereld, de aarde zonder geloof.

### Colin McGinn
Engels filosoof Colin McGinn praat over de verschillende redenen om niet in een God te geloven en een paar redenen waarom wel. Hij behandelt daarbij het ontologische argument ('wanneer we God kunnen bevatten, dan bestaat hij') uitvoerig. McGinn trekt een scheidslijn tussen enerzijds atheïsme (niet geloven in een God) en anderzijds antitheïsme (een militante opstelling ten opzichte van theïsme). Hij ziet zichzelf als exponent van beide. Tot slot speculeert McGinn over een post-theïstische samenleving.

### Arthur Miller

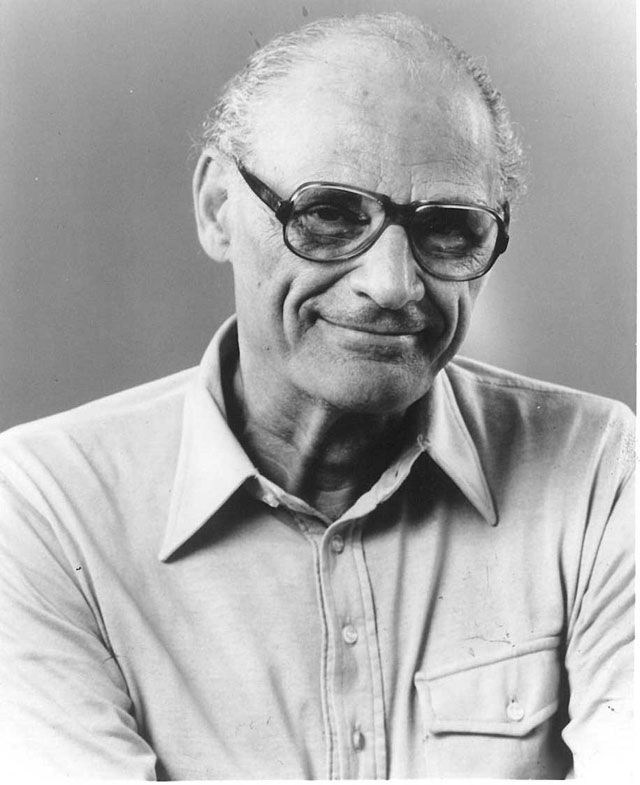
Arthur Miller

Arthur Miller was een Amerikaans toneelschrijver en essay-publicist. Met hem spreekt interviewer Miller over zijn houding ten opzichte van het Judaïsme en in welke mate hij vindt dat er in het huidige tijdsbeeld een vreemd soort associatie schijnt te bestaan tussen het jodendom en ongeloof. De schrijver ziet het vooral als een uiting van verkapt antisemitisme. Hij vertelt dat hij in zijn jeugd wel geprobeerd heeft gelovig te zijn, maar dat hij op een morgen wakker werd en hij het gewoon niet was. Toen hij zichzelf vragen ging stellen over het bestaan, vond hij zijn antwoorden op andere plekken. Het geloof scheen hem als een creatie van de mens om iets te betekenen in het heelal. Miller respecteert een deel van de gelovige joden, vanwege de innerlijke kracht die ze uit geloof konden putten in crisistijden, maar hij meent er zelf geen talent voor te hebben. Helemaal niet sinds hij veel boeken ging lezen.
De schrijver en de interviewer gaan verder ruimschoots in op het jodendom in de tijden van het grootschalige, openlijke antisemitisme in de 20e eeuw. Ze praten over het label dat scepticisme krijgt opgeplakt als niet-politiek correct in de Verenigde Staten. De publicist denkt dat het komt door een vreemd soort vermenging van religie met patriottisme in Amerika. Hij denkt dat het Christelijke geloof zeker een rol speelt in de oorlog die zijn vaderland voert in Irak. Hij denkt dat het ook politiek ge- en misbruikt wordt, door bij aangekondigde maatregelen te stellen dat mensen het ermee eens horen te zijn, omdat ze anders tegen de wil van God ingaan. Hij wijst er ook op dat er een minderheid van niettemin grote omvang is die graag een soort Christelijke ayatollah zouden willen. Die mensen gaan voorbij aan het feit dat de stichters van de Verenigde Staten juist wilden ontsnappen aan een kerkelijke regering, maar lijken in Millers ogen toch veel mensen ervan te overtuigen daar niet aan te denken. Hij wijst er verder op dat het grootste gedeelte van de gewelddadige conflicten in de wereld, geleid worden door priesters, rabbi's en Islamitische geestelijken.
Over wat er gebeurt na de dood heeft Miller ook zijn eigen opvattingen. Hij gelooft niet dat iemand het weet, maar hij kan niet accepteren dat het bewustzijn helemaal ophoudt te bestaan. Hij denkt dat het toch 'ergens' verdergaat. Hoewel Miller niet denkt dat hij, in bijvoorbeeld een latere incarnatie, getuige zal of kan zijn van wat hij nu achterlaat.

### Denys Turner
Brits filosoof en theoloog Denys Turner vindt dat 'goed' atheïsme hard werk is, omdat atheïsten nog geen antwoord hebben op de vraag waarom er sowieso iets bestaat. Daarom kunnen ze maar beter goed beslagen ten ijs komen in discussies over levensovertuiging. Hij denkt dat theïsme daarom een uitgangspunt is, wanneer geobserveerd wordt dat sommige vragen buiten beschouwing gelaten worden. Turner betoogt dat de mensheid zich eerst bezig moet houden met welke vragen legitiem zijn, voor ze sowieso beginnen aan een vraag alsof er een God bestaat. In zijn ogen is het standpunt van het huidige theïsme dat de belangrijkste vraag - waar 'God' het antwoord op is in hun visie - wordt genegeerd.
Verder beschouwt Turner de methode waarop mensen als Richard Dawkins atheïsme uitdragen als bijna een theïsme op zich. Hij begrijpt waarom mensen als Dawkins met die profilering zijn begonnen in het toenmalige tijdgeest, maar vindt het anno 2004 niet meer nodig. Turner ziet Dawkins vertrouwen in de evolutieleer als bijna fundamentalistisch op zich, omdat hij vermoedt dat de bioloog een God pertinent uitsluit bij het zoeken naar oplossingen. Turner zou militante atheïsten graag kennis willen toevoegen waarmee ze precies beseffen wat ze ontkennen. Hij betoogt dat het namelijk niet uitmaakt hoe je denkt tot het antwoord te komen, maar dat er sowieso een verklaring moet zijn waarom er iets is in plaats van niets. En dat het in ieder geval beter is om je over die vraag te buigen, dan dat die je koud laat.
Voor Turner hoeft het antwoord niet noodzakelijk theologisch van aard te zijn, maar hij is ervan overtuigd dat natuurwetenschappen tekortkomen. Hij denkt ook niet dat een rationele discussie tot een oplossing leidt, maar dat er een zekere mate van geloof bij nodig is. Het antwoord kan uiteindelijk natuurlijk geen compromis zijn, aldus Turner, want dat is of het een of het ander.

### Steven Weinberg
Amerikaans natuurkundige Steven Weinberg praat over de effectiviteit van het argument van ontwerp (zie teleologie), zowel in het verleden als het heden. 

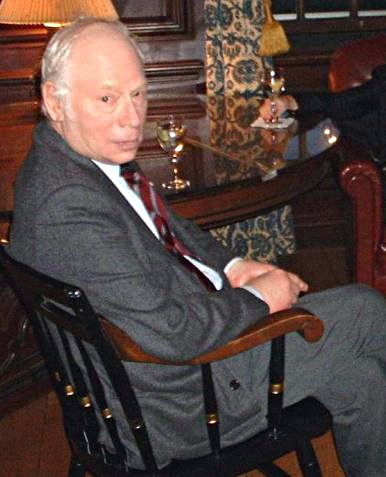
Steven Weinberg

Hij zet redenen uiteen waarom mensen religieus worden, met inbegrip van de verschillende natuurkundige en biologische argumenten tegen religie. Weinberg trekt zo een lijn naar een hogere waarschijnlijkheid dat natuurkundigen agnostisch zijn, dan biologen.
Hij maakt een onderscheid tussen enerzijds geweld in de naam van religie en anderzijds geweld vanwege religie, zaken die volgens hem allebei heel echt en heel gevaarlijk zijn. Verder heeft Weinberg het over het verschil tussen het religieus geloof in de Verenigde Staten en Europa en verklaart hij niet erg gesteld te zijn op het karakter van de Christelijke God. Hij eindigt met de verklaring dat de wetenschap een vernietigende uitwerking heeft op het religieuze geloven en dat hij dat een goede zaak vindt.